# Earl (musikalbum)
Earl är debutalbumet av Earl Sweatshirt, en medlem i hiphopkollektivet OFWGKTA. Det blev utgivet som en gratis digital nedladdning på kollektivets blogg. Albumet innehåller produktion av andra medlemmar i OFWGKTA, Tyler the Creator, Left Brain och BeatBoy.
Låttexterna är ofta obscena, vilket är ett kännetecken för OFWGKTA och dess medlemmar, vilket är speciellt noterbart eftersom Earl Sweatshirt var 16 år när albumet utgavs.
När albumet utgavs bemöttes det med mycket intresse och hyllningar på internet. Pitchfork Media kallade albumet "hypnotiserande". Underground-bloggen Altered Zones listade Earl som en av de bästa albumen 2010, och hyllade albumet för dess grymhet och för att få "några av de mest avskyvärda verserna låta vältaliga". Musikwebbplatsen Gorilla vs. Bear placerade albumet på plats 12 på deras lista över de bästa albumen 2010.
En musikvideo för titelspåret "Earl" blev uppladdat på Youtube 26 juli 2010.

## Låtlista
| Nr  | Titel                                       | Producent         | Längd |
| --- | ------------------------------------------- | ----------------- | ----- |
| 1.  | ThisNiggaUgly (featuring Tyler the Creator) | Tyler the Creator | 1:17  |
| 2.  | Earl                                        | Tyler the Creator | 2:26  |
| 3.  | Couch (featuring Tyler the Creator)         | Tyler the Creator | 3:16  |
| 4.  | Kill                                        | Tyler the Creator | 2:20  |
| 5.  | WakeUpFaggot                                | Tyler the Creator | 0:41  |
| 6.  | Luper                                       | Tyler the Creator | 1:59  |
| 7.  | epaR (featuring Vince Staples)              | Left Brain        | 4:00  |
| 8.  | Moonlight (featuring Hodgy Beats)           | Tyler the Creator | 2:04  |
| 9.  | Pidgeons (featuring Tyler the Creator)      | Tyler the Creator | 3:33  |
| 10. | Stapleton                                   | BeatBoy           | 4:16  |